# جنگ (فیلم ۲۰۰۲)
«جنگ» (روسی: Война) یک فیلم به کارگردانی آلکسی بالابانوف است که در سال ۲۰۰۲ منتشر شد. از بازیگران آن می‌توان به سیرگَی سیرگَیوویچ بدروف اشاره کرد.